# Laakirchen
Laakirchen ist eine Stadtgemeinde im Bezirk Gmunden in Oberösterreich mit 9733 Einwohnern (Stand 1. Jänner 2024).

## Geografie
Laakirchen liegt auf 441 m Höhe im Traunviertel. Die Ausdehnung beträgt von Nord nach Süd 7 km, von West nach Ost 7,7 km. Die Gesamtfläche beträgt 32,4 km². 11,1 % der Fläche sind bewaldet, 77,2 % der Fläche sind landwirtschaftlich genutzt.

### Gemeindegliederung
Einzige Ortschaft des Gemeindegebietes ist Laakirchen. Früher umfasste die Gemeinde folgende 11 Ortschaften (in Klammern Einwohnerzahl Stand 31. Oktober 2011):
- Diethaming (248)
- Kirchham (48)
- Kranabeth (46)
- Laakirchen (4114)
- Lindach (675)
- Oberndorf (191)
- Oberweis (2248)
- Ölling (128)
- Rahstorf (109)
- Schweigthal (147)
- Stötten (1514)

Die Gemeinde besteht aus den Katastralgemeinden Diethaming, Kranabeth, Laakirchen, Lindach, Oberweis, Ölling, Schwaigthal und Stötten.
Die Gemeinde liegt im Gerichtsbezirk Gmunden.

### Nachbargemeinden
| Desselbrunn | Roitham am Traunfall                        | Vorchdorf |
| Ohlsdorf    | Kompassrose, die auf Nachbargemeinden zeigt |           |
|             | Gschwandt                                   | Kirchham  |

## Geschichte
1996 wurden bei archäologischen Ausgrabungen im Friedhof Laakirchen Teile einer Villa Rustica aus dem 2. bis 3. Jahrhundert nach Christus freigelegt.
Die erste urkundliche Nennung Laakirchens erfolgte im Jahre 1165 als Lochchirchen. Der Name setzt sich aus althochdeutsch lôch ‚Wald, Hain, Holz, Gehölz‘ oder ‚Auwald‘ und kirihha ‚Kirche‘ zusammen. Die Wandlung loh zu lah ist typisch für die heutigen Gebirgsdialekte des Krems- und Almtales.
Ursprünglich im Ostteil des Herzogtums Bayern liegend, gehörte der Ort seit dem 12. Jahrhundert zum Herzogtum Österreich. Seit 1490 wird er dem Fürstentum Österreich ob der Enns zugerechnet. Der Bau der heutigen Pfarrkirche dürfte um das Jahr 1450 begonnen worden sein und war um 1500 vollendet.
Während der Napoleonischen Kriege war der Ort mehrfach besetzt. Nach dem Anschluss Österreichs an das Deutsche Reich am 13. März 1938 gehörte der Ort zum Gau Oberdonau. 1945 erfolgte die Wiederherstellung Oberösterreichs.
Am 9. Juli 1984 wurde die Gemeinde Laakirchen zur Marktgemeinde erhoben.
Die oberösterreichische Landesregierung hat in der Sitzung vom 22. Jänner 2007 beschlossen, die Marktgemeinde Laakirchen gemäß der OÖ Gemeindeordnung zur Stadt zu erheben. Am 7. Juni 2007 fand die feierliche Stadterhebung mit einem viertägigen Fest und Veranstaltungen statt.

### Bevölkerungsentwicklung
| Laakirchen: Einwohnerzahlen von 1869 bis 2024 | Laakirchen: Einwohnerzahlen von 1869 bis 2024 | Laakirchen: Einwohnerzahlen von 1869 bis 2024 | Laakirchen: Einwohnerzahlen von 1869 bis 2024 | Laakirchen: Einwohnerzahlen von 1869 bis 2024 |
| --------------------------------------------- | --------------------------------------------- | --------------------------------------------- | --------------------------------------------- | --------------------------------------------- |
| Jahr                                          |                                               |                                               |                                               | Einwohner                                     |
| 1869                                          | 1869                                          |                                               | 2.461                                         | 2.461                                         |
| 1880                                          | 1880                                          |                                               | 3.132                                         | 3.132                                         |
| 1890                                          | 1890                                          |                                               | 3.402                                         | 3.402                                         |
| 1900                                          | 1900                                          |                                               | 4.032                                         | 4.032                                         |
| 1910                                          | 1910                                          |                                               | 4.658                                         | 4.658                                         |
| 1923                                          | 1923                                          |                                               | 4.663                                         | 4.663                                         |
| 1934                                          | 1934                                          |                                               | 4.916                                         | 4.916                                         |
| 1939                                          | 1939                                          |                                               | 5.079                                         | 5.079                                         |
| 1951                                          | 1951                                          |                                               | 5.677                                         | 5.677                                         |
| 1961                                          | 1961                                          |                                               | 6.722                                         | 6.722                                         |
| 1971                                          | 1971                                          |                                               | 7.687                                         | 7.687                                         |
| 1981                                          | 1981                                          |                                               | 7.666                                         | 7.666                                         |
| 1991                                          | 1991                                          |                                               | 7.968                                         | 7.968                                         |
| 2001                                          | 2001                                          |                                               | 9.130                                         | 9.130                                         |
| 2011                                          | 2011                                          |                                               | 9.468                                         | 9.468                                         |
| 2021                                          | 2021                                          |                                               | 9.791                                         | 9.791                                         |
| 2024                                          | 2024                                          |                                               | 9.733                                         | 9.733                                         |
| Quelle(n): Statistik Austria                  |                                               |                                               |                                               |                                               |

Das Wachstum in den letzten Jahrzehnten beruht auf positiver Geburtenbilanz und positiver Wanderungsbilanz. Speziell in den Jahren von 1991 bis 2001 gab es eine sehr starke Zuwanderung.

## Kultur und Sehenswürdigkeiten

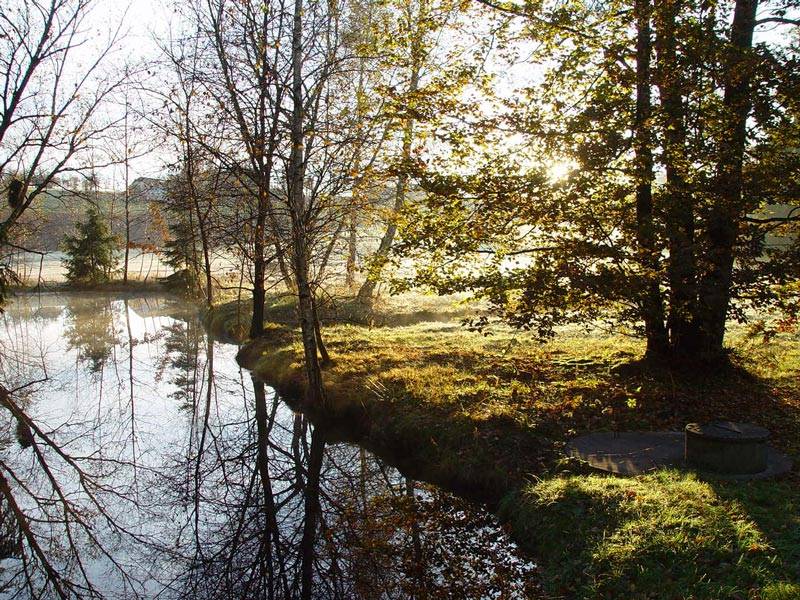
Vom Moor gespeister Teich hinter dem Badhäusl

- Moorbad Gmös: Das Gmöser Moor ist eines der wenigen Alpenvorlandmoore in Oberösterreich. Es entstand nach der Mindel-Eiszeit aus einem Toteisloch. Im Jahr 1987 wurde das Gmöser Moor mit einer Ausdehnung von 3,4 ha vom Land Oberösterreich zum Naturschutzgebiet erklärt. Seither kann man in einem idyllischen Rundweg seltene Tier- und Pflanzenarten beobachten. Im Jahr 2002 wurde die bald 100-jährige Kuranstalt zum Schauplatz einer Folge der Fernsehserie Schlosshotel Orth.

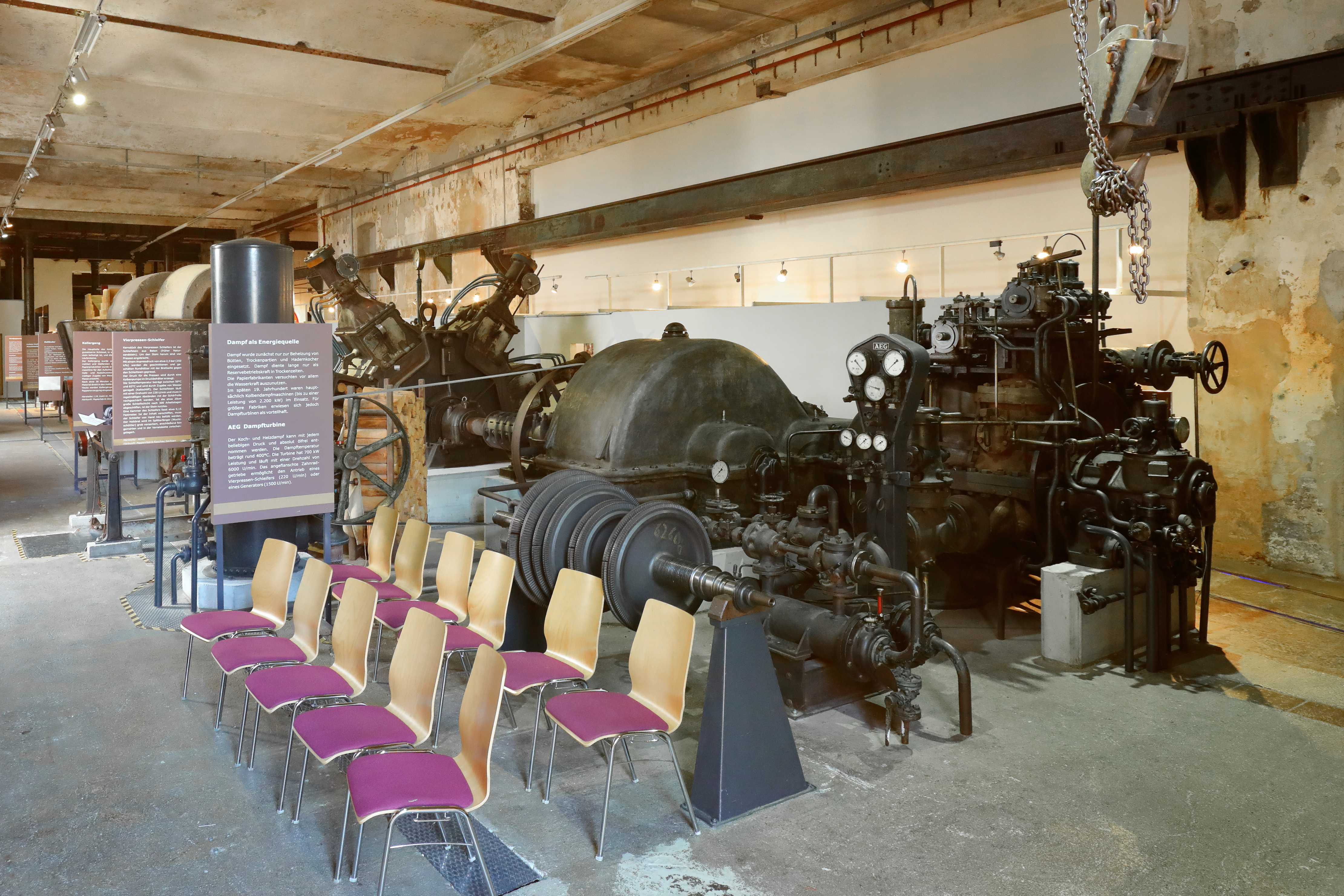
Einer der Ausstellungsräume des Papiermachermuseums

- Österreichisches Papiermacher-Museum: Das Museum wurde 1997 in den alten Werkshallen der Papierfabrik Steyrermühl (1868–1988) errichtet und umfasst mit den Veranstaltungsräumlichkeiten 3.300 m² Fläche. Die Hauptattraktionen sind eine Handschöpferei, in der selbst Papier geschöpft werden kann und ein funktionstüchtiger Nachbau der ersten Papiermaschine der Welt – von Nicolas-Louis Robert, patentiert 1799. Das Papiermachermuseum war Ausstellungsort der oberösterreichischen Landesausstellung 2008 „Salzkammergut“. In das Papiermachermuseum inkludiert sind ein Feuerwehrmuseum mit über 100 Jahre alten Exponaten, das die Entwicklung der sechs Laakirchner Feuerwehren zeigt, und ein Druckereimuseum zur Geschichte des Druckens.[7]

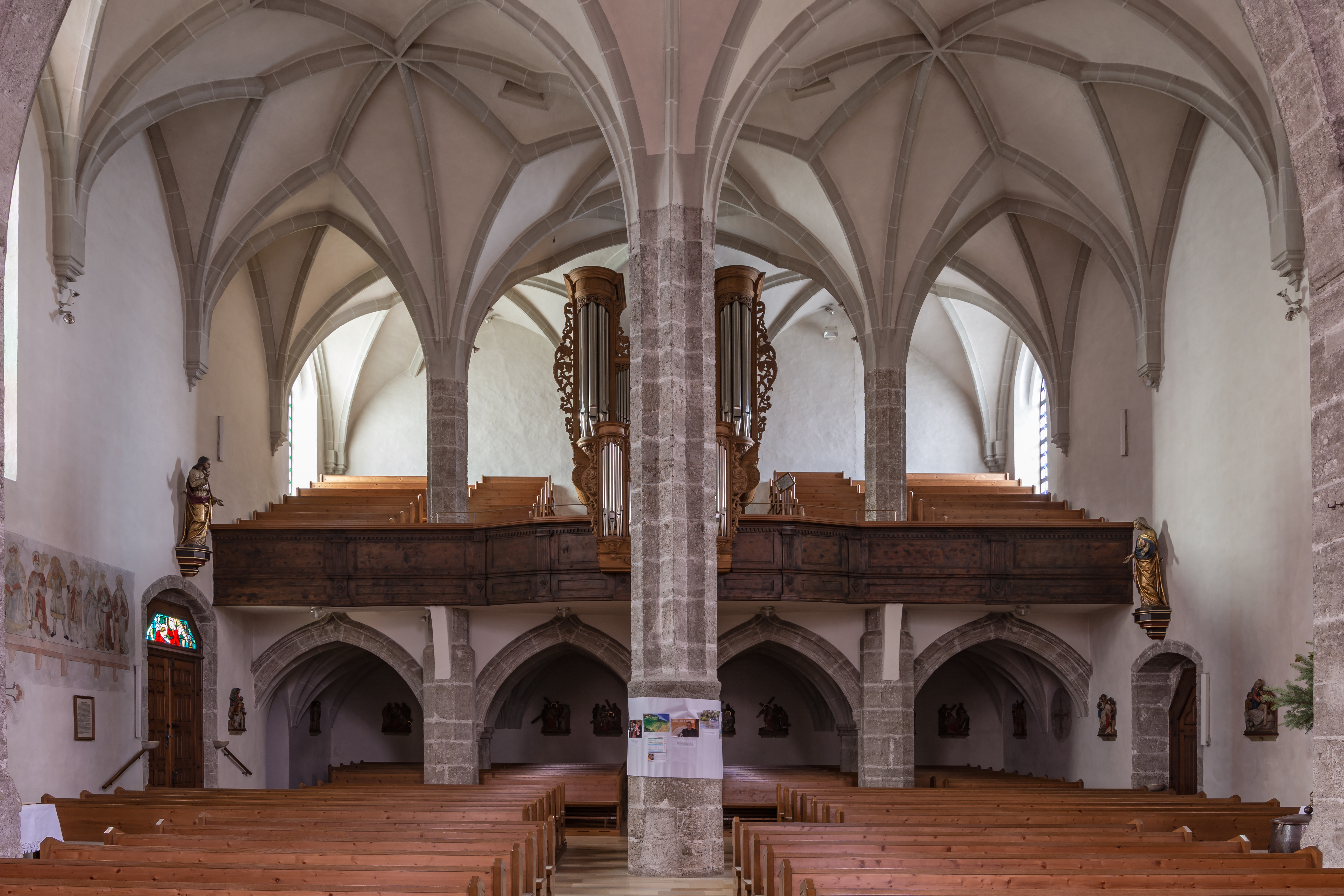
Valentinskirche mit Mittelsäule und Orgelempore

- Pferdeeisenbahn Budweis–Linz–Gmunden, Europas erste kontinentale Bahnlinie
- Pfarrkirche St. Valentin, gotische Hallenkirche mit Mittelsäule
- Schloss Lindach, erste Zuckerfabrik Oberösterreichs
- Schloss Oberweis
- Expositurkirche Steyrermühl

## Wirtschaft und Infrastruktur
Zwei Papierfabriken, vier Metall verarbeitende Betriebe, sowie etliche Gewerbebetriebe bilden das wirtschaftliche Rückgrat der Gemeinde. Laakirchen ist die größte Industriegemeinde im Bezirk Gmunden und die zweitgrößte im südlichen Oberösterreich.

### Verkehr
Die Westautobahn A1 (am Nordrand der Gemeinde) hat bei km 212 beidseitig die Autobahnstationen Lindach (-Nord bzw. -Süd) und bei km 213 den Exit Laakirchen mit einem Truckstop und einem Zentrallager des Diskonters Lidl.
Die Westbahn hat in Attnang-Puchheim einen größeren Bahnhof, 17,5 Straßen-Kilometer (13,5 km über eine kleine Straße) von Laakirchen entfernt. Näher (11,5 km) liegt die Bahnstation Schwanenstadt. Mit 8,5 km noch etwas näher liegt der Bahnhof Gmunden der Salzkammergutbahn.
Laakirchen liegt an der Trauntalbahn Lambach–Gmunden, welche seit 1988 nur mehr im Güterverkehr bedient wird. Die Landesstraße B144 verbindet ebenfalls Lambach mit Gmunden und verläuft ebenfalls bis auf den Anschluss in Lambach durchwegs rechts der Traun. Die touristische Radroute Traunradweg verläuft 85 km weit von Gmunden nach Asten an der Donau und in Laakirchen traunufernah und zum Traunfall.
Historisch (bis 1911) wurde auf der Traun bei Laakirchen Salz, doch im Vergleich zu den Nebenflüssen Ager, Vöckla und Alm nur wenig Holz geflösst, da der Salzbergbau in Hallstatt und die Salzgewinnung durch Sieden in Ebensee großen Holzbedarf hatten. Der kurz nach Laakirchen liegende Traunfall wurde durch einen Kanal (aus 1552) umfahren. 17 km traunabwärts war Stadl-Paura Zwischenlager für Salz in „Stadeln“, gleichzeitig Ort zum Bau flacherer Flöße und Schiffe für die Weiterfahrt auf der hier seichteren, verästelten Traun bis zur Mündung in die Donau östlich von Linz. Von hier gingen Salz nach Norden und Holz in größeren Flößen donauabwärts bis Wien und Budapest.

### Ansässige Unternehmen
- Laakirchen Papier AG (Teil der Heinzel Group) – Papier
- UPM-Kymmene Steyrermühl GmbH – Papier
- Steyrermühl-Konzern – Papier
- Voith Paper Rolls GmbH & Co KG – Papiermaschinen
- Carvatech Karosserie- und Kabinenbau GmbH (vormals Swoboda Seilbahnbau)
- Automobile Swoboda
- Automobile Schuster
- Automobile Mairhuber
- Linsinger Austria Maschinenbau GmbH
- Miba AG – Gründungsort, Konzernzentrale und Gleitlagerwerk; weitere Werke in der Umgebung, darunter Miba Frictec (Reibbeläge) unmittelbar nördlich des Gemeindegebiets in Roitham am Traunfall
- BEMA Holding GmbH – Mischkonzern
- DVD Personal – Arbeitskräfteüberlassung

### Bildung
- Ausbildungszentrum der österreichischen Papierindustrie

### Sport
Die größten Vereine sind die ASKÖ Steyrermühl, ASKÖ Laakirchen und die UNION Laakirchen.
Die ASKÖ Steyrermühl ist der älteste Verein in Laakirchen und besteht aus den Sektionen Fußball, Tennis, Turnen, Bogenschießen, Tischtennis, Badminton und Darts.

## Politik

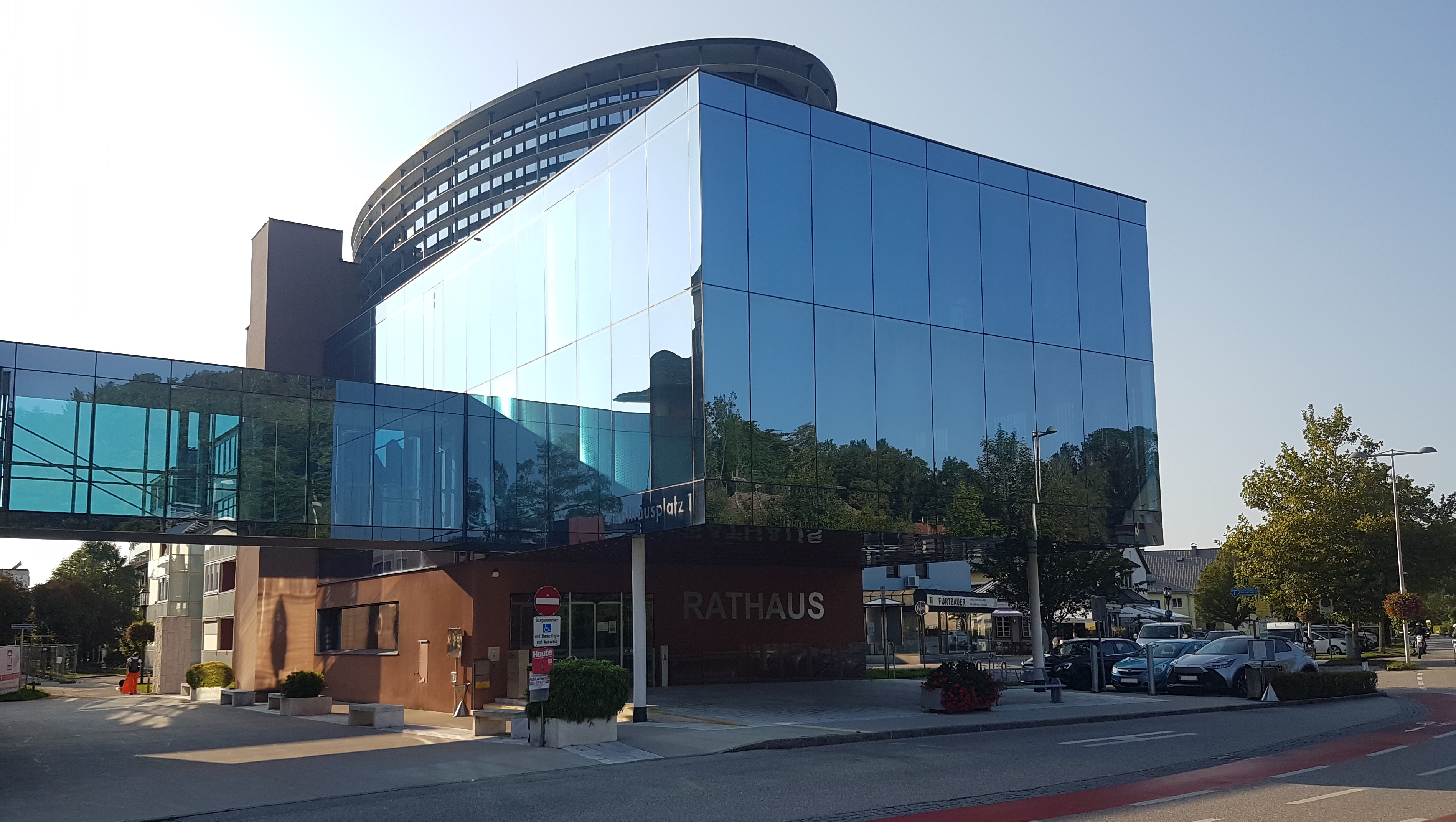
Rathaus von Laakirchen

### Gemeinderat
Der Gemeinderat hat 37 Mitglieder.
- Mit den Gemeinderats- und Bürgermeisterwahlen in Oberösterreich 2003 hatte der Gemeinderat folgende Verteilung: 24 SPÖ, 10 ÖVP und 3 FPÖ.
- Mit den Gemeinderats- und Bürgermeisterwahlen in Oberösterreich 2009 hatte der Gemeinderat folgende Verteilung: 17 SPÖ, 13 ÖVP, 6 FPÖ und 1 BZÖ.
- Mit den Gemeinderats- und Bürgermeisterwahlen in Oberösterreich 2015 hatte der Gemeinderat folgende Verteilung: 14 SPÖ, 11 ÖVP, 9 FPÖ und 3 GRÜNE.
- Mit den Gemeinderats- und Bürgermeisterwahlen in Oberösterreich 2021 hat der Gemeinderat folgende Verteilung: 16 SPÖ, 10 ÖVP, 7 FPÖ und 4 GRÜNE.[9][10]

### Bürgermeister
| Amtszeit  | Name                              | Partei |
| --------- | --------------------------------- | ------ |
| 1850–1857 | Franz Bixner                      |        |
| 1857–1861 | Jakob Viertbauer                  |        |
| 1861–1864 | Matthias Kronberger               |        |
| 1864–1867 | Franz Forstinger                  |        |
| 1867–1871 | Ignaz Sonntag                     |        |
| 1871–1874 | Franz Muckenhuber                 |        |
| 1874–1882 | Emil Neumann, Ritter von Spallart |        |
| 1882      | Karl Bauman                       |        |
| 1882–1903 | Franz Mayrhofer                   |        |
| 1903–1919 | Karl Plank                        |        |
| 1919–1932 | Karl Krottenauer                  | CSP    |
| 1932–1934 | Franz Hitzenberger                | CSP    |
| 1934–1938 | Johann Kundtner                   | CSP    |
| 1938–1941 | Karl Danner                       | NSDAP  |
| 1941–1945 | Gerhard Markl                     | NSDAP  |
| 1945      | August König                      | SPÖ    |
| 1945–1949 | Franz Eder                        | SPÖ    |
| 1949–1968 | Franz Oberhumer                   | SPÖ    |
| 1968–1979 | Hubert Scherer                    | SPÖ    |
| 1979–1996 | Karl Neuwirth                     | SPÖ    |
| 1996–2009 | Klaus Silbermayr                  | SPÖ    |
| 2009–2015 | Anton Holzleithner                | ÖVP    |
| seit 2015 | Fritz Feichtinger                 | SPÖ    |

### Wappen
Blasonierung: In Rot ein silberner Wellenbalken; oben aus der Teilungslinie wachsend drei goldene, fächerförmig angeordnete Ähren mit zwei Blättern, unten ein silbernes Mühlrad. Die Gemeindefarben sind Rot-Gelb.
Das Gemeindewappen wurde 1967 verliehen. Der Wellenbalken stellt die Traun dar, die Ähren stehen für die Landwirtschaft in der Region und das Mühlrad für die Papierindustrie.

### Gemeindepartnerschaften
- Obertshausen, Deutschland, seit 1972
- Gemona del Friuli, Italien, seit 2000

## Persönlichkeiten

### Söhne und Töchter der Stadt
- Leopold Sonntag (1807–1877), Abgeordneter im ersten Österreichischen Reichstag. Leopold Sonntag, Hansmayr in Lindach, wurde 1807 in Lindach, Gemeinde Laakirchen, geboren. Er wurde als einer von 16 Abgeordneten aus Oberösterreich in den ersten Österreichischen Reichstag bestellt. Er galt als Bauernvertreter als treuer Anhänger des Bauernbefreiers Hans Kudlich. Er starb 1877 als Auszügler auf seinem Hof in Lindach.
- Mathias Auinger (1810–1890), Paläontologe
- Julius Schulte (1881–1928), Architekt. Als Sohn des Direktors der Papierfabrik Steyrermühl wurde Julius Schulte am 4. Mai 1881 in Steyrermühl geboren. Besuch der Akademie der Bildenden Künste in Wien, 1909 Architekt im Stadtbauamt Linz, 1921 freischaffender Architekt, ab 1926 Universitätsprofessor an der Technischen Hochschule in Graz. Einige seiner Bauwerke waren: Arbeiterheim Steyrermühl, Wohnhaus Wolfstraße 5, Laakirchen, Gemeindeamt Laakirchen sowie Hauptpostamt Linz, Brauerei Gmunden, Urnenhain und Feuerhalle Linz, zahlreiche Wohnbauten in Linz, Hauptschule Ebensee. Die Brücke am Traunfall wurde nach seinem Vorentwurf ausgeführt.
- Karl Eder (1889–1961): Professor für Neuere Geschichte und Rektor der Uni Graz ist am 10. September 1889 als Sohn eines Schulmeisters in Lindach, Gemeinde Laakirchen, geboren. Er wurde 1912 zum Priester geweiht, studierte an der Universität Innsbruck, promovierte zum Doktor der Theologie und Philosophie. 1948 wurde er Professor für Neuere Geschichte an der Universität Graz. Er befasste sich mit Studien über die Reformationszeit und Glaubensspaltung und verfasste zahlreiche Bücher. Karl Eder starb am 1. Mai 1961 und wurde in Gmunden begraben. Seit 1966 Gedenktafel an seinem Geburtshaus, der alten Volksschule in Lindach.
- Franz Plasser (1893–1970), Landtags- und Nationalratsabgeordneter, Landesrat. Als Sohn eines Fabriksarbeiters wurde Franz Plasser am 10. September 1893 in Steyrermühl geboren. Er musste bereits mit 14 Jahren sein Brot als Fabriksarbeiter verdienen. Seine politische Laufbahn begann 1919. Später berief man ihn als Abgeordneten in den Nationalrat und Vorsitzenden der Gewerkschaft „Technische Union“. 1945 wurde Franz Plasser als Abgeordneter in den OÖ Landtag gewählt und 1949 Landesrat im Fürsorge- und Wohnungsreferat. In all seinen Funktionen war er auch sehr um die Anliegen seiner Heimatgemeinde Laakirchen verbunden. Er starb am 1. Oktober 1970.
- Leopold Mitterbauer (1912–1971), Politiker (NSDAP)
- Leopold Spitzer (1918–2012), Beamter und Bürgermeister von Wels
- Walter Schlosser (* 1936), Politiker (SPD)
- Alois Mosser (1937–2022), Historiker
- Peter Mitterbauer (* 1942), von 1996 bis 2004 Präsident der Industriellenvereinigung[12]
- Herbert Forstner (* 1955), Professor FH-Steyr für Prozessmanagement
- Walter Schübler (* 1963), Biograf und Literaturwissenschaftler
- Stefan Matschiner (* 1975), Mittelstreckenläufer und Sportmanager

### Mit der Stadt verbundene Persönlichkeiten
- Monika Forstinger (* 1963), 2000–2002 Infrastrukturministerin. Geboren 1963 in Schwanenstadt, Volks- und Hauptschule in Laakirchen, Ingenieurin und Hochschulassistentin (BOKU Wien), später FPÖ-Politikerin, Abgeordnete in OÖ; heute Unternehmensberaterin
- Franz Keim (1840–1918), Dichter und Schriftsteller: Am 28. Dezember 1840 in Alt-Lambach geboren, kam er mit zwölf Jahren nach Lindach, da sein Vater das Schloss Lindach mit Brauerei, Gasthaus und Landwirtschaft kaufte. Die Familie verzog später nach Gmunden. Keim fühlte sich von der Landschaft um Gmunden und Laakirchen auch später noch sehr angezogen, was zahlreiche Besuche beweisen. Seiner Sehnsucht hat der bedeutende Dichter und Schriftsteller in seinem Gedicht „s’Traunstoan-Hoamweh“ Ausdruck gegeben.
- Rudolf Kirchschläger (1915–2000), österreichischer Bundespräsident von 1974 bis 1986, geboren am 20. März 1915 in Niederkappel. Die Familie Kirchschläger zog 1917 in eine Arbeiterbaracke am Aichberg in Steyrermühl, Gemeinde Laakirchen. Vater Johann Kirchschläger fand Arbeit in der Papierfabrik Steyrermühl als Bahnmeister und später als Waagemeister. Die Mutter von Rudolf Kirchschläger starb 1918 und wurde am Friedhof Laakirchen begraben. Der spätere Bundespräsident verbrachte sechs Jahre seiner Kindheit in Steyrermühl, die er als großteils schöne Zeit in Erinnerung behalten hat, wie er bei späteren Besuchen in Laakirchen betonte. Die Familie Kirchschläger verzog 1920 nach Rosenau am Hengstpass.
- Josef Maria Lukesch (1908–1934), Gendarm und Opfer des Nationalsozialismus
- Karl Neuwirth (1932–2016), Abgeordneter zum Nationalrat
- Leopold Wolf (1899–1964), Abgeordneter des OÖ Landtages und zum Nationalrat. Am 19. Juni 1899 in Wien geboren kam er 1922 nach Steyrermühl, wo er als Hilfsarbeiter in der Papierfabrik Steyrermühl Beschäftigung fand. Er arbeitete als sozialdemokratischer Vertrauensmann und wurde 1929 in den Gemeinderat von Laakirchen und 1931 als Abgeordneter in den OÖ Landtag berufen. Nach Kriegsende arbeitete er sowohl am Aufbau der Arbeiterorganisation als auch in der Gemeinde und in der Papierfabrik Steyrermühl tatkräftig mit. 1945 wurde er als Abgeordneter in den Nationalrat gewählt, welchem er bis 1962 angehörte. Er starb am 15. Juli 1964.